# Roberto Telch
Roberto Marcelo Telch (San Vicente, 6 novembre 1943 – Buenos Aires, 12 ottobre 2014) è stato un calciatore argentino, di ruolo centrocampista.

## Carriera

### Giocatore

#### Club
Cresciuto nel San Lorenzo, vi ha giocato dal 1962 al 1975 vincendo due titoli Metropolitani (1968 e 1972) e due titoli nazionali (1972 e 1974). Il Metropolitano del 1968 fu vinto senza perdere una sola partita ed il San Lorenzo fu la prima squadra a riuscirci. Anche il campionato nazionale del 1972 fu concluso senza sconfitte.
Dopo 413 partite col San Lorenzo, Telch passa all'Unión de Santa Fe dove rimane tre stagioni arrivando alla finale del campionato nazionale nel 1978. Nel 1980 gioca la sua ultima stagione con la maglia del Colon de Santa Fe.
Si ritira nel 1980 dopo 630 partite in prima divisione argentina, un record superato poi da solo altri due giocatori (Hugo Gatti e Ricardo Bochini).

#### Nazionale
A livello internazionale ha fatto parte della Nazionale argentina dal 1962 al 1974 partecipando ai mondiali del 1974. In totale, con la maglia albiceleste, Telch disputò 24 partite con 2 gol.

### Allenatore
Come allenatore ha lavorato soprattutto nella seconda divisione argentina allenado il Banfield e, a livello giovanile, il San Lorenzo.

## Palmarès

### Club

#### Competizioni nazionali
- Campionato argentino: 4

San Lorenzo: Metropolitano 1968, Metropolitano 1972, Nacional 1972, Nacional 1974

### Nazionale
- Taça das Nações: 1

Argentina: 1964